# 聖卡塔里納帕洛波

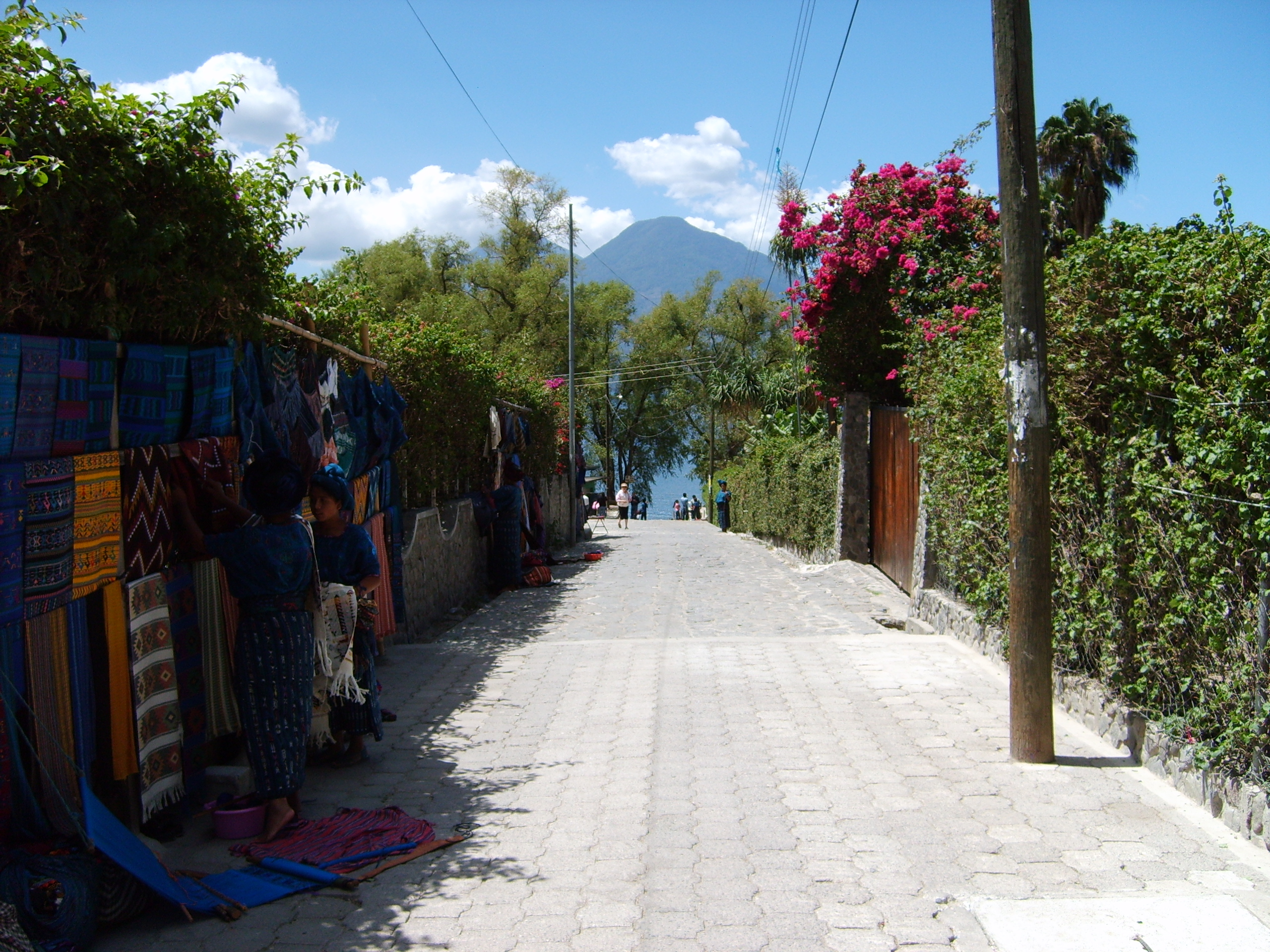

聖卡塔里納帕洛波（西班牙語：Santa Catarina Palopó），是危地馬拉的城鎮，位於該國西南部，由索洛拉省負責管轄，面積8平方公里，海拔高度1,662米，2002年人口2,869，人口密度每平方公里358.63人。
14°43′N 91°08′W / 14.717°N 91.133°W